# Johannes Knecht
Johannes Knecht (* 15. Januar 1904 in Eßlingen am Neckar; † 16. Mai 1990 in Nürtingen) war ein deutscher Agrarökonom, Landwirtschaftslehrer und Gründungsdirektor der Höheren Landbauschule Nürtingen (1949–1967).

## Leben
Knecht entstammte einer Pädagogenfamilie, studierte an der Hochschule Hohenheim Landwirtschaft, wo er von Friedrich Aereboe nachhaltige Eindrücke empfing. Es folgte eine mehrjährige Praxis als Gutsbeamter, darunter auch in Schlesien, dann 1931 die Promotion zum Dr. agr. in Hohenheim und Tätigkeiten als Landwirtschaftslehrer in Herrenberg, Ravensburg, Schwäbisch Gmünd, Vaihingen an der Enz und an der Weinbauschule in Weinsberg. Nebenbei übte Knecht eine umfangreiche Beratungstätigkeit aus, von 1927 bis 1933 sammelte er weitere Erfahrungen in der Leitung landwirtschaftlicher Betriebe in Württemberg und Mecklenburg.
Ab 1936 wirkte Knecht als Lehrer an der Landwirtschaftsschule in Nürtingen. Nach dem Zweiten Weltkrieg baute er das landwirtschaftliche Berufsschulwesen in Württemberg auf. Daraus entstand das Buch "Das Jahr des jungen Landwirts", das in mehr als 15 Auflagen und über 150.000 Exemplaren im Ulmer-Verlag Stuttgart erschien.
1949 wurde Knecht mit der Gründung der Höheren Landbauschule Nürtingen beauftragt, die als neue schulische Einrichtung eine Lücke zwischen den bereits bestehenden Fachschulen und der universitären Ausbildung schließen sollte. Aus ihr ging die heutige Hochschule für Wirtschaft und Umwelt hervor. Diese Schule leitete er, 1953 zum Professor ernannt, bis Ende 1967. Sie wurde in dieser Zeit nach zunächst viersemestriger Ausbildung in eine sechssemestrige Ingenieurschule und schließlich Anfang der 70er Jahre zur Fachhochschule weiter entwickelt. Knecht hat während seines Lebens einer ungewöhnlich großen Zahl von Junglandwirten in Baden-Württemberg das betriebswirtschaftliche Rüstzeug vermittelt.
Johannes Knecht war verheiratet und hatte 2 Söhne, Sohn Gerhard war u. a. Prorektor an der von ihm gegründeten Hochschule in Nürtingen.

## Ehrungen
- 1968: Verdienstkreuz 1. Klasse der Bundesrepublik Deutschland